# Mezzomerico
Mezzomerico är en ort och kommun i provinsen Novara i regionen Piemonte i Italien. Kommunen hade 1 229 invånare (2018).